# Korea uralkodóinak listája
Az alábbi lista a koreai királyságok uralkodóit sorolja föl. A később Kodzsoszonnak nevezett első koreai királyságot a hagyomány szerint Tangun hozta létre valamikor i. e. 2333 környékén. A mai Észak- és Dél-Korea területén számos monarchia létezett, az utolsó a Koreai Császárság volt. A monarchiák korának az 1910-es év vetett véget, amikor is a japánok megszállták Koreát. A koreai történelem során összesen három nő uralkodott, mindannyian Sillában.

## Kodzsoszon (i. e. 2333? – i. e. 108)
| #                    | Uralkodó | Uralkodási évek           | Hangul                  | Handzsa  | Megjegyzés       |
| -------------------- | -------- | ------------------------- | ----------------------- | -------- | ---------------- |
| 1.                   | Tangun   | i. e. 2333? – ?           | 단군왕검 Tangun vanggom | 檀君王儉 | vitatott személy |
| ?                    | Kidzsa   | i. e. 1122? – i. e. 1082? | 기자                    | 箕子     | vitatott személy |
| ?                    | Pu       | i. e. ? – ?               | 부왕 Pu vang            | 否王     |                  |
| ?                    | Csun     | i. e. ? – i. e. 194       | 준왕 Csun vang          | 準王     |                  |
| Üman Csoszon-korszak |          |                           |                         |          |                  |
| 1.                   | Üman     | i. e. 194 – ?             | 위만                    | 衛滿     |                  |
| 2.                   | ?        | i. e. ? – ?               |                         |          | Üman fia         |
| 3.                   | Ugo      | i. e. ? – 108             | 우거왕 Ugo vang         | 右渠王   |                  |
| Források:            |          |                           |                         |          |                  |

## Pujo (i. e. 2. század – 494)
| Uralkodó  | Uralkodási évek       | Hangul                | Handzsa  | Megjegyzés |
| --------- | --------------------- | --------------------- | -------- | ---------- |
| Tongmjong | ? – ?                 | 동명왕 Tongmjong vang | 東明王   | [ 5 ]      |
| Heburu    | i. e. 86 – i. e. 47   | 해부루왕 Heburu vang  | 解夫婁王 | [ 6 ]      |
| Kumva     | i. e. 47 – i. e. 6    | 금와왕 Kumva vang     | 金蛙王   | [ 6 ]      |
| Teszo     | i. e. 6 – i. sz. 22.  | 대소왕 Teszo vang     | 臺素王   | [ 6 ]      |
| Kalsza    | 22–?                  | 갈사왕 Kalsza vang    | 曷思王   | [ 7 ]      |
| Todu      | ?–68                  | 도두왕 Todu vang      | 都頭王   | [ 6 ]      |
| Puthe     | 2. század             | 부태왕 Puthevang      | 夫台王   | [ 8 ]      |
| Üguthe    | 2. század             | 위구태왕 Üguthe vang  | 尉仇台王 | [ 9 ]      |
| Kanügo    | 2. század – 3. század | 간위거왕 Kanügo vang  | 簡位居王 | [ 10 ]     |
| Majo      | 3. század             | 마여왕 Majo vang      | 麻余王   | [ 11 ]     |
| Irjo      | ?–285                 | 의려왕 Irjo vang      | 依慮王   | [ 12 ]     |
| Ira       | 286–?                 | 의라왕 Ira vang       | 依羅王   | [ 13 ]     |
| Hjon      | ?–346                 | 현왕 Hjon vang        | 玄王     | [ 14 ]     |

## Kogurjo (i. e. 37 – 668)
| #         | Portré | Uralkodó   | Uralkodási évek      | Hangul                      | Handzsa    | Megjegyzés |
| --------- | ------ | ---------- | -------------------- | --------------------------- | ---------- | ---------- |
| 1.        |        | Tongmjong  | i. e. 37 – i. e. 19  | 동명왕 Tongmjong vang       | 東明王     |            |
| 2.        |        | Juri       | i. e. 19 – i. sz. 18 | 유리왕 Juri vang            | 琉璃王     |            |
| 3.        |        | Temusin    | 18–44                | 대무신왕 Temusin vang       | 大武神王   |            |
| 4.        |        | Mindzsung  | 44–48                | 민중왕 Mindzsung vang       | 閔中王     |            |
| 5.        |        | Mobon      | 48–53                | 모본왕 Mobon vang           | 慕本王     |            |
| 6.        |        | Thedzso    | 53–146               | 태조[대]왕 Thedzso [te]vang | 太祖[大]王 |            |
| 7.        |        | Cshade     | 146–165              | 차대왕 Cshade vang          | 次大王     |            |
| 8.        |        | Sinde      | 165–179              | 신대왕 Sinde vang           | 新大王     |            |
| 9.        |        | Kogukcshon | 179–197              | 고국천왕 Kogucshon vang     | 故國川王   |            |
| 10.       |        | Szanszang  | 197–227              | 산상왕 Szanszang vang       | 山上王     |            |
| 11.       |        | Tongcshon  | 227–248              | 동천왕 Tongcshon vang       | 東川王     |            |
| 12.       |        | Csungcshon | 248–270              | 중천왕 Csungcshon vang      | 中川王     |            |
| 13.       |        | Szocshon   | 270–292              | 서천왕 Szocshon vang        | 西川王     |            |
| 14.       |        | Pongszang  | 292–300              | 봉상왕 Pongszang vang       | 烽上太王   |            |
| 15.       |        | Micshon    | 300–331              | 미천왕 Micshon vang         | 美川王     |            |
| 16.       |        | Kogugvon   | 331–371              | 고국원왕 Kogukvon vang      | 故國原王   |            |
| 17.       |        | Szoszurim  | 371–384              | 소수림왕 Szoszurim vang     | 小獸林王   |            |
| 18.       |        | Kogugjang  | 384–391              | 고국양왕 Kogukjang vang     | 故國攘王   |            |
| 19.       |        | Kvanggetho | 391–413              | 광개토왕 Kvanggetho vang    | 廣開土王   |            |
| 20.       |        | Csangszu   | 413–491              | 장수왕 Csangszu vang        | 長壽王     |            |
| 21.       |        | Mundzsa    | 491–519              | 문자왕 Mundzsa vang         | 文咨王     |            |
| 22.       |        | Andzsang   | 519–531              | 안장왕 Andzsang vang        | 安藏王     |            |
| 23.       |        | Anvon      | 531–545              | 안원왕 Anvon vang           | 安原王     |            |
| 24.       |        | Jangvon    | 545–559              | 양원왕 Jangvon vang         | 陽原王     |            |
| 25.       |        | Phjongvon  | 559–590              | 평원왕 Phjongvon vang       | 平原王     |            |
| 26.       |        | Jongjang   | 590–618              | 영양왕 Jongjang vang        | 嬰陽王     |            |
| 27.       |        | Jongnju    | 618–642              | 영류왕 Jongnju vang         | 榮留王     |            |
| 28.       |        | Podzsang   | 642–668              | 보장왕 Podzsang vang        | 寶藏王     |            |
| Források: |        |            |                      |                             |            |            |

## Pekcse (i. e. 18 – 660)
| #         | Portré | Uralkodó  | Uralkodási évek      | Hangul                  | Handzsa  | Megjegyzés                    |
| --------- | ------ | --------- | -------------------- | ----------------------- | -------- | ----------------------------- |
| 1.        |        | Ondzso    | i. e. 18 – i. sz. 28 | 온조왕 Ondzso vang      | 溫祚王   | Tongmjong kogurjói király fia |
| 2.        |        | Taru      | 28–77                | 다루왕 Taru vang        | 多婁王   |                               |
| 3.        |        | Kiru      | 77–128               | 기루왕 Kiru vang        | 己婁王   |                               |
| 4.        |        | Keru      | 128–166              | 개루왕 Keru vang        | 蓋婁王   |                               |
| 5.        |        | Cshogo    | 166–214              | 초고왕 Cshogo vang      | 肖古王   |                               |
| 6.        |        | Kuszu     | 214–234              | 구수왕 Kuszu vang       | 仇首王   |                               |
| 7.        |        | Szaban    | 234                  | 사반왕 Szaban vang      | 沙泮王   |                               |
| 8.        |        | Koi       | 234–286              | 고이왕 Koi vang         | 古爾王   |                               |
| 9.        |        | Cshekkje  | 286–298              | 책계왕 Cshekkje vang    | 責稽王   |                               |
| 10.       |        | Punszo    | 298–304              | 분서왕 Punszo vang      | 汾西王   |                               |
| 11.       |        | Pirju     | 304–344              | 비류왕 Pirju vang       | 比流王   |                               |
| 12.       |        | Kje       | 344–346              | 계왕 Kje vang           | 契王     |                               |
| 13.       |        | Kuncshogo | 346–375              | 근초고왕 Kuncshogo vang | 近肖古王 |                               |
| 14.       |        | Kunguszu  | 375–384              | 근구수왕 Kunguszu vang  | 近仇首王 |                               |
| 15.       |        | Cshimnju  | 384–385              | 침류왕 Csimnju vang     | 枕流王   |                               |
| 16.       |        | Csinsza   | 385–392              | 진사왕 Csinsza vang     | 辰斯王   |                               |
| 17.       |        | Asin      | 392–405              | 아신왕 Asin vang        | 阿莘王   |                               |
| 18.       |        | Csondzsi  | 405–420              | 전지왕 Csondzsi vang    | 腆支王   |                               |
| 19.       |        | Kuisin    | 420–427              | 구이신왕 Kuisin vang    | 久爾辛王 |                               |
| 20.       |        | Piju      | 427–455              | 비유왕 Piju vang        | 毗有王   |                               |
| 21.       |        | Kero      | 455–475              | 개로왕 Kero vang        | 蓋鹵王   |                               |
| 22.       |        | Mundzsu   | 475–477              | 문주왕 Mundzsu vang     | 文周王   |                               |
| 23.       |        | Szamgun   | 477–479              | 삼근왕 Szamgun vang     | 三斤王   |                               |
| 24.       |        | Tongszong | 479–501              | 동성왕 Tongszong vang   | 東城王   |                               |
| 25.       |        | Murjong   | 501–523              | 무령왕 Murjong vang     | 武寧王   |                               |
| 26.       |        | Szong     | 523–554              | 성왕 Szong vang         | 聖王     |                               |
| 27.       |        | Üdok      | 554–598              | 위덕왕 Üdok vang        | 威德王   |                               |
| 28.       |        | Hje       | 598–599              | 혜왕 Hje vang           | 惠王     |                               |
| 29.       |        | Pop       | 599–600              | 법왕 Pop vang           | 法王     |                               |
| 30.       |        | Mu        | 600–641              | 무왕 Mu vang            | 武王     |                               |
| 31.       |        | Idzsa     | 641–660              | 의자왕 Idzsa vang       | 義慈王   |                               |
| Források: |        |           |                      |                         |          |                               |

## Silla (i. e. 57 – 935)
| #                        | Dinasztia | Portré | Uralkodó   | Uralkodási évek     | Hangul                           | Handzsa        | Megjegyzés                                                                              |
| ------------------------ | --------- | ------ | ---------- | ------------------- | -------------------------------- | -------------- | --------------------------------------------------------------------------------------- |
| 1.                       | Pak (박)  |        | Hjokkosze  | i. e. 57 – i. sz. 4 | 혁거세 거서간 Hjokkosze koszogan | 朴赫居世居西干 | A koszogan (거서간) cím a király megfelelője volt a korai Silla korszakban              |
| 2.                       | Pak (박)  |        | Namhe      | 4–24                | 남해 차차웅 Namhe cshacshaung    | 南解次次雄     | A cshacshaung (차차웅) egyfajta sámán jelentésű korai uralkodói cím volt a Silla korban |
| 3.                       | Pak (박)  |        | Juri       | 24–57               | 유리이사금 Juri iszagum          | 儒理尼師今     | Az iszagum (이사금) uralkodói titulus volt a korai Silla korban.                        |
| 4.                       | Szok (석) |        | Thalhe     | 57–80               | 탈해이사금 Thalhe iszagum        | 脫解尼師今     |                                                                                         |
| 5.                       | Pak (박)  |        | Phasza     | 80–112              | 파사이사금 Phasza iszagum        | 婆娑尼師今     |                                                                                         |
| 6.                       | Pak (박)  |        | Csima      | 112–134             | 지마이사금 Csima iszagum         | 祗摩尼師今     |                                                                                         |
| 7.                       | Pak (박)  |        | Ilszong    | 134–154             | 일성이사금 Ilszong iszagum       | 逸聖尼師今     |                                                                                         |
| 8.                       | Pak (박)  |        | Adalla     | 154–184             | 아달라이사금 Adalla iszagum      | 阿達羅尼師今   |                                                                                         |
| 9.                       | Szok (석) |        | Polhju     | 184–196             | 벌휴이사금 Polhju iszagum        | 伐休尼師今     |                                                                                         |
| 10.                      | Szok (석) |        | Nehe       | 196–230             | 내해이사금 Nehe iszagum          | 奈解尼師今     |                                                                                         |
| 11.                      | Szok (석) |        | Csobun     | 230–247             | 조분이사금 Csobun iszagum        | 助賁尼師今     |                                                                                         |
| 12.                      | Szok (석) |        | Cshomhe    | 247–261             | 첨해이사금 Cshomhe iszagum       | 沾解尼師今     |                                                                                         |
| 13.                      | Kim (김)  |        | Micshu     | 262–284             | 미추이사금 Micshu iszagum        | 味鄒尼師今     | A kjongdzsui Kim klánból                                                                |
| 14.                      | Szok (석) |        | Jurje      | 284–298             | 유례이사금 Jurje iszagum         | 儒禮尼師今     |                                                                                         |
| 15.                      | Szok (석) |        | Kirim      | 298–310             | 기림이사금 Kirim iszagum         | 基臨尼師今     |                                                                                         |
| 16.                      | Szok (석) |        | Hulhe      | 310–356             | 흘해이사금 Hulhe iszagum         | 訖解尼師今     |                                                                                         |
| 17.                      | Kim (김)  |        | Nemul      | 356–402             | 내물마립간 Nemul maripkan        | 奈勿麻立干     | A maripkan (마립간) uralkodói titulus volt Nemultól kezdődően Szodzsival bezárólag.     |
| 18.                      | Kim (김)  |        | Silszong   | 402–417             | 실성마립간 Silszong maripkan     | 實聖麻立干     |                                                                                         |
| 19.                      | Kim (김)  |        | Nuldzsi    | 417–458             | 눌지마립간 Nuldzsi maripkan      | 訥祗麻立干     |                                                                                         |
| 20.                      | Kim (김)  |        | Csabi      | 458–479             | 자비마립간 Csabi maripkan        | 慈悲麻立干     |                                                                                         |
| 21.                      | Kim (김)  |        | Szodzsi    | 479–500             | 소지마립간 Szodzsi maripkan      | 炤智麻立干     |                                                                                         |
| 22.                      | Kim (김)  |        | Csidzsung  | 500–514             | 지증왕 Csidzsung vang            | 智證王         |                                                                                         |
| 23.                      | Kim (김)  |        | Pophung    | 514–540             | 법흥왕 Pophung vang              | 法興王         |                                                                                         |
| 24.                      | Kim (김)  |        | Csinhung   | 540–576             | 진흥왕 Csinhung vang             | 眞興王         |                                                                                         |
| 25.                      | Kim (김)  |        | Csindzsi   | 576–579             | 진지왕 Csindzsi vang             | 眞智王         |                                                                                         |
| 26.                      | Kim (김)  |        | Csinphjong | 579–632             | 진평왕 Csinphjong vang           | 眞平王         |                                                                                         |
| 27.                      | Kim (김)  |        | Szondok    | 632–647             | 선덕여왕 Szondok jovang          | 善德女王       | királynő                                                                                |
| 28.                      | Kim (김)  |        | Csindok    | 647–654             | 진덕여왕 Csindok jovang          | 眞德女王       | királynő                                                                                |
| 29.                      | Kim (김)  |        | Mujol      | 654–661             | 무열왕 Mujol vang                | 武烈王         |                                                                                         |
| Egyesített Silla-korszak |           |        |            |                     |                                  |                |                                                                                         |
| 30.                      | Kim (김)  |        | Munmu      | 661–681             | 문무왕 Munmu vang                | 文武王         |                                                                                         |
| 31.                      | Kim (김)  |        | Sinmun     | 681–692             | 신문왕 Sinmun vang               | 神文王         |                                                                                         |
| 32.                      | Kim (김)  |        | Hjoszo     | 692–702             | 효소왕 Hjoszo vang               | 孝昭王         |                                                                                         |
| 33.                      | Kim (김)  |        | Szongdok   | 702–737             | 성덕대왕 Szongdok vang           | 聖德大王       |                                                                                         |
| 34.                      | Kim (김)  |        | Hjoszong   | 737–742             | 효성왕 Hjoszong vang             | 孝成王         |                                                                                         |
| 35.                      | Kim (김)  |        | Kjongdok   | 742–765             | 경덕왕 Kjongdok vang             | 景德王         |                                                                                         |
| 36.                      | Kim (김)  |        | Hjegong    | 765–780             | 혜공왕 Hjegong vang              | 惠恭王         |                                                                                         |
| 37.                      | Kim (김)  |        | Szondok    | 780–785             | 선덕왕 Szondok vang              | 宣德王         |                                                                                         |
| 38.                      | Kim (김)  |        | Vonszong   | 785–798             | 원성왕 Vonszong vang             | 元聖王         |                                                                                         |
| 39.                      | Kim (김)  |        | Szoszong   | 798–800             | 소성왕 Szoszong vang             | 昭聖王         |                                                                                         |
| 40.                      | Kim (김)  |        | Edzsang    | 800–809             | 애장왕 Edzsang vang              | 哀莊王         |                                                                                         |
| 41.                      | Kim (김)  |        | Hondok     | 809–826             | 헌덕왕 Hondok vang               | 憲德王         |                                                                                         |
| 42.                      | Kim (김)  |        | Hungdok    | 826–836             | 흥덕왕 Hungdok vang              | 興德王         |                                                                                         |
| 43.                      | Kim (김)  |        | Higang     | 836–838             | 희강왕 Higang vang               | 僖康王         |                                                                                         |
| 44.                      | Kim (김)  |        | Mine       | 838–839             | 민애왕 Mine vang                 | 閔哀王         |                                                                                         |
| 45.                      | Kim (김)  |        | Sinmu      | 839                 | 신무왕 Sinmu vang                | 神武王         |                                                                                         |
| 46.                      | Kim (김)  |        | Munszong   | 839–857             | 문성왕 Munszong vang             | 文聖王         |                                                                                         |
| 47.                      | Kim (김)  |        | Honan      | 857–861             | 헌안왕 Honan vang                | 憲安王         |                                                                                         |
| 48.                      | Kim (김)  |        | Kjongmun   | 861–875             | 경문왕 Kjongmun vang             | 景文王         |                                                                                         |
| 49.                      | Kim (김)  |        | Hongang    | 875–886             | 헌강왕 Hongang vang              | 憲康王         |                                                                                         |
| 50.                      | Kim (김)  |        | Csonggang  | 886–887             | 정강왕 Csonggang vang            | 定康王         |                                                                                         |
| 51.                      | Kim (김)  |        | Csinszong  | 887–897             | 진성여왕 Csinszong jovang        | 眞聖女王       | királynő                                                                                |
| 52.                      | Kim (김)  |        | Hjogong    | 897–912             | 효공왕 Hjogong vang              | 孝恭王         |                                                                                         |
| 53.                      | Pak (박)  |        | Sindok     | 912–917             | 신덕왕 Sindok vang               | 神德王         |                                                                                         |
| 54.                      | Pak (박)  |        | Kjongmjong | 917–924             | 경명왕 Kjongmjong vang           | 景明王         |                                                                                         |
| 55.                      | Pak (박)  |        | Kjonge     | 924–927             | 경애왕 Kjonge vang               | 景哀王         |                                                                                         |
| 56.                      | Kim (김)  |        | Kjongszun  | 927–935             | 경순왕                           | 敬順王         |                                                                                         |
| Források:                |           |        |            |                     |                                  |                |                                                                                         |

## Kaja államszövetség (42–562)
| #                       | Uralkodó                | Uralkodási évek         | Hangul                    | Handzsa                 | Megjegyzés                |
| Kumgvan Kaja (금관가야) | Kumgvan Kaja (금관가야) | Kumgvan Kaja (금관가야) | Kumgvan Kaja (금관가야)   | Kumgvan Kaja (금관가야) | Kumgvan Kaja (금관가야)   |
| ----------------------- | ----------------------- | ----------------------- | ------------------------- | ----------------------- | ------------------------- |
| 1.                      | Szuro                   | 42–199                  | 수로왕 Szuro vang         | 首露王                  | [ 26 ]                    |
| 2.                      | Kodung                  | 199–259                 | 거등왕 Kodung vang        | 居登王                  | [ 27 ]                    |
| 3.                      | Maphum                  | 259–291                 | 마품왕 Maphum vang        | 麻品王                  | [ 28 ]                    |
| 4.                      | Kodzsilmi               | 291–346                 | 거질미왕 Kodzsilmi vang   | 居叱彌王                | [ 29 ]                    |
| 5.                      | Isiphum                 | 346–407                 | 이시품왕 Isiphum vang     | 伊尸品王                | [ 30 ]                    |
| 6.                      | Csvadzsi                | 407–421                 | 좌지왕 Csvadzsi vang      | 坐知王                  | [ 31 ]                    |
| 7.                      | Cshühi                  | 421–451                 | 취희왕 Cshühi vang        | 吹希王                  | [ 32 ]                    |
| 8.                      | Csildzsi                | 451–492                 | 질지왕 Csildzsi vang      | 銍知王                  | [ 33 ]                    |
| 9.                      | Kjomdzsi                | 492–521                 | 겸지왕 Kjomdzsi vang      | 鉗知王                  | [ 34 ]                    |
| 10.                     | Kuhjong                 | 521–532                 | 구형왕 Kuhjong vang       | 仇衡王                  | [ 35 ]                    |
| Tegaja (대가야)         |                         |                         |                           |                         |                           |
| 1.                      | Idzsinasi               | ?–?                     | 이진아시왕 Idzsinasi vang | 伊珍阿豉王              | [ 37 ]                    |
| ?                       | Hadzsi                  | ?–?                     | 하지왕 Hadzsi vang        | 荷知王                  | [ 38 ]                    |
| ?                       | Kasil                   | ?–?                     | 가실왕 Kasil vang         | 嘉悉王                  | [ 39 ]                    |
| 9.                      | Inö                     | ?–?                     | 이뇌왕 Inö vang           | 異腦王                  | [ 40 ]                    |
| 10.                     | Volgvangthedzsa         | ?–?                     | 월광태자                  | 月光太子                | [ 41 ]                    |
| 16.                     | Toszoldzsi              | ?–562                   | 도설지왕 Toszoldzsi       | 道設智王                | Tegaja utolsó uralkodója. |

## Palhe (698–926)
| #         | Uralkodó    | Uralkodási évek | Hangul | Handzsa | Megjegyzés                                                                                                  |
| --------- | ----------- | --------------- | ------ | ------- | --- |
| 1.        | Ko Vang     | 698–719         | 고왕   | 高王    | születési neve Te Dzsojong (Dae Jo-yeong), Te Dzsungszang (Dae Jung-sang) kogurjói (goguryeói) tábornok fia |
| 2.        | Mu Vang     | 719–737         | 무왕   | 武王    | |
| 3.        | Mun Vang    | 737–793         | 문왕   | 文王    | |
| 4.        | Te Voni     | 793             | 대원의 | 大元義  | |
| 5.        | Szong Vang  | 793–794         | 성왕   | 成王    | |
| 6.        | Kang Vang   | 794–809         | 강왕   | 康王    | |
| 7.        | Csong Vang  | 809–812         | 정왕   | 定王    | |
| 8.        | Hi Vang     | 812–817         | 희왕   | 僖王    | |
| 9.        | Kan Vang    | 817–818         | 간왕   | 簡王    | |
| 10.       | Szon Vang   | 818–830         | 선왕   | 宣王    | |
| 11.       | Te Idzsin   | 831–857         | 대이진 | 大彝震  | |
| 12.       | Te Gonhvang | 857–871         | 대건황 | 大虔晃  | |
| 13.       | Te Hjonszok | 871–893         | 대현석 | 大玄錫  | |
| 14.       | Te Ühe      | 894–906         | 대위해 | 大瑋瑎  | |
| 15.       | Te Inszon   | 907–926         | 대인선 | 大諲譔  | |
| Források: |             |                 |        |         | |

## Hubekcse (900–936)
| #         | Uralkodó  | Uralkodási évek | Hangul | Handzsa |
| --------- | --------- | --------------- | ------ | ------- |
| 1.        | Kjon Hvon | 900–935         | 견훤   | 甄萱    |
| 2.        | Singom    | 935–936         | 신검   | 神劍    |
| Források: |           |                 |        |         |

## Thebong (901–918)
| #         | Uralkodó | Uralkodási évek | Hangul | Handzsa |
| --------- | -------- | --------------- | ------ | ------- |
| 1.        | Kung Je  | 901–918         | 궁예   | 弓裔    |
| Források: |          |                 |        |         |

## Korjo (918–1392)
Korjo uralkodói a Vang-dinasztiába (왕) tartoztak. A Thedzsót követő első 23 uralkodót az úgynevezett „templomi nevükön” (종 csong utótaggal) említik, a többieket a posztumusz (halál utáni) nevükön (王 vang, „király” utótaggal). Ennek oka, hogy Cshungnjol uralkodásától számítva Korjo a mongol Jüan-dinasztia (Yuan-dinasztia) vazallusa lett, így a koreai királyok csak a Jüan (Yuan) császárétól kisebb titulust viselhettek.
| #         | Portré | Uralkodó     | Uralkodási évek     | Élt       | Hangul                   | Handzsa | Megjegyzés                                                             |
| --------- | ------ | ------------ | ------------------- | --------- | ------------------------ | ------- | ---------------------------------------------------------------------- |
| 1.        |        | Thedzso      | 918–943             | 877–943   | 태조                     | 太祖    |                                                                        |
| 2.        |        | Hjedzsong    | 943–945             | 912–945   | 혜종                     | 惠宗    |                                                                        |
| 3.        |        | Csongdzsong  | 945–949             | 923–949   | 정종                     | 定宗    |                                                                        |
| 4.        |        | Kvangdzsong  | 949–975             | 925–975   | 광종                     | 光宗    |                                                                        |
| 5.        |        | Kjongdzsong  | 975–981             | 955–981   | 경종                     | 景宗    |                                                                        |
| 6.        |        | Szongdzsong  | 981–997             | 961–997   | 성종                     | 成宗    |                                                                        |
| 7.        |        | Mokcsong     | 997–1009            | 980–1009  | 목종                     | 穆宗    |                                                                        |
| 8.        |        | Hjondzsong   | 1009–1031           | 992–1031  | 현종                     | 顯宗    |                                                                        |
| 9.        |        | Tokcsong     | 1031–1034           | 1016–1034 | 덕종                     | 德宗    |                                                                        |
| 10.       |        | Csongdzsong  | 1034–1046           | 1018–1046 | 정종                     | 靖宗    |                                                                        |
| 11.       |        | Mundzsong    | 1046–1083           | 1019–1083 | 문종                     | 文宗    |                                                                        |
| 12.       |        | Szundzsong   | 1083                | 1047–1083 | 순종                     | 順宗    |                                                                        |
| 13.       |        | Szondzsong   | 1083–1094           | 1049–1094 | 선종                     | 宣宗    |                                                                        |
| 14.       |        | Hondzsong    | 1094–1095           | 1084–1097 | 헌종                     | 獻宗    |                                                                        |
| 15.       |        | Szukcsong    | 1095–1105           | 1054–1105 | 숙종                     | 肅宗    |                                                                        |
| 16.       |        | Jedzsong     | 1105–1122           | 1079–1122 | 예종                     | 睿宗    |                                                                        |
| 17.       |        | Indzsong     | 1122–1146           | 1109–1146 | 인종                     | 仁宗    |                                                                        |
| 18.       |        | Idzsong      | 1146–1170           | 1127–1173 | 의종                     | 毅宗    |                                                                        |
| 19.       |        | Mjongdzsong  | 1170–1197           | 1131–1202 | 명종                     | 明宗    |                                                                        |
| 20.       |        | Sindzsong    | 1197–1204           | 1144–1204 | 신종                     | 神宗    |                                                                        |
| 21.       |        | Hidzsong     | 1204–1211           | 1181–1237 | 희종                     | 熙宗    |                                                                        |
| 22.       |        | Kangdzsong   | 1211–1213           | 1152–1213 | 강종                     | 康宗    |                                                                        |
| 23.       |        | Kodzsong     | 1213–1259           | 1192–1259 | 고종                     | 高宗    |                                                                        |
| 24.       |        | Vondzsong    | 1259–1274           | 1219–1274 | 원종                     | 元宗    |                                                                        |
| 25.       |        | Cshungnjol   | 1274–1308           | 1236–1308 | 충렬왕 Cshungnjol vang   | 忠烈王  |                                                                        |
| 26.       |        | Cshungszon   | 1308–1313           | 1275–1325 | 충선왕 Cshungszon vang   | 忠宣王  |                                                                        |
| 27.       |        | Cshungszuk   | 1313–1330 1332–1339 | 1294–1339 | 충숙왕 Cshungszuk vang   | 忠肅王  |                                                                        |
| 28.       |        | Cshunghje    | 1330–1332 1339–1344 | 1315–1344 | 충혜왕 Cshunghje vang    | 忠惠王  |                                                                        |
| 29.       |        | Cshungmok    | 1344–1348           | 1337–1348 | 충목왕 Cshungmok vang    | 忠穆王  |                                                                        |
| 30.       |        | Cshungdzsong | 1348–1351           | 1338–1351 | 충정왕 Cshungdzsong vang | 忠靖王  |                                                                        |
| 31.       |        | Kongmin      | 1351–1374           | 1330–1374 | 공민왕 Kongmin vang      | 恭愍王  |                                                                        |
| 32.       |        | U            | 1374–1388           | 1365–1389 | 우왕 U vang              | 禑王    | Korea történelmének egyetlen királya, aki nem kapott posztumusz nevet. |
| 33.       |        | Cshang       | 1388–1389           | 1381–1389 | 창왕 Cshang vang         | 昌王    |                                                                        |
| 34.       |        | Kongjang     | 1389–1392           | 1345–1394 | 공양왕 Kongjang vang     | 恭讓王  |                                                                        |
| Források: |        |              |                     |           |                          |         |                                                                        |

## Csoszon (1392–1897)
| #         | Portré | Uralkodó    | Uralkodási évek | Élt       | Hangul | Handzsa |
| 1.        |        | Thedzso     | 1392–1398       | 1335–1408 | 태조   | 太祖    |
| 2.        |        | Csongdzsong | 1398–1400       | 1357–1419 | 정종   | 定宗    |
| 3.        |        | Thedzsong   | 1400–1418       | 1367–1422 | 태종   | 太宗    |
| 4.        |        | Szedzsong   | 1418–1450       | 1397–1450 | 세종   | 世宗    |
| 5.        |        | Mundzsong   | 1450–1452       | 1414–1452 | 문종   | 文宗    |
| 6.        |        | Tandzsong   | 1452–1455       | 1441–1457 | 단종   | 端宗    |
| 7.        |        | Szedzso     | 1455–1468       | 1417–1468 | 세조   | 世祖    |
| 8.        |        | Jedzsong    | 1468–1469       | 1450–1469 | 예종   | 睿宗    |
| 9.        |        | Szongdzsong | 1469–1494       | 1457–1494 | 성종   | 成宗    |
| 10.       |        | Jonszangun  | 1494–1506       | 1476–1506 | 연산군 | 燕山君  |
| 11.       |        | Csungdzsong | 1506–1544       | 1488–1544 | 중종   | 中宗    |
| 12.       |        | Indzsong    | 1544–1545       | 1515–1545 | 인종   | 仁宗    |
| 13.       |        | Mjongdzsong | 1545–1567       | 1534–1567 | 명종   | 明宗    |
| 14.       |        | Szondzso    | 1567–1608       | 1552–1608 | 선조   | 宣祖    |
| 15.       |        | Kvanghegun  | 1608–1623       | 1575–1641 | 광해군 | 光海君  |
| 16.       |        | Indzso      | 1623–1649       | 1595–1649 | 인조   | 仁祖    |
| 17.       |        | Hjodzsong   | 1649–1659       | 1619–1659 | 효종   | 孝宗    |
| 18.       |        | Hjondzsong  | 1659–1674       | 1641–1674 | 현종   | 顯宗    |
| 19.       |        | Szukcsong   | 1674–1720       | 1661–1720 | 숙종   | 肅宗    |
| 20.       |        | Kjongdzsong | 1720–1724       | 1688–1724 | 경종   | 景宗    |
| 21.       |        | Jongdzso    | 1724–1776       | 1694–1776 | 영조   | 英祖    |
| 22.       |        | Csongdzso   | 1776–1800       | 1752–1800 | 정조   | 正祖    |
| 23.       |        | Szundzso    | 1800–1834       | 1790–1834 | 순조   | 純祖    |
| 24.       |        | Hondzsong   | 1834–1849       | 1827–1849 | 헌종   | 憲宗    |
| 25.       |        | Csholdzsong | 1849–1863       | 1831–1863 | 철종   | 哲宗    |
| 26.       |        | Kodzsong    | 1863–1897       | 1852–1919 | 고종   | 高宗    |
| Források: |        |             |                 |           |        |         |

## Koreai Császárság (1897–1910)
Kodzsong 1897-ben császárrá koronázta magát és Csoszon új neve Koreai Császárság lett.

| #         | Portré | Uralkodó   | Uralkodási évek | Élt       | Hangul | Handzsa |
| 1.        |        | Kodzsong   | 1897–1907       | 1852–1919 | 고종   | 高宗    |
| 2.        |        | Szundzsong | 1907–1910       | 1874–1926 | 순종   | 純宗    |
| Források: |        |            |                 |           |        |         |